# Glenn van Straalen
Glenn van Straalen (* 30. September 2000 in Hoogkarspel) ist ein niederländischer Motorradrennfahrer.

## Statistik

### In der Supersport-Weltmeisterschaft
(Stand: Saisonende 2024)
| Saison | Team                      | Motorrad              | Rennen | Siege | Zweiter | Dritter | Poles | Schn. Runden | Punkte | Ergebnis |
| ------ | ------------------------- | --------------------- | ------ | ----- | ------- | ------- | ----- | ------------ | ------ | -------- |
| 2018   | EAB Racing Team           | Kawasaki Ninja ZX-6 R | 2      | —     | —       | —       | —     | —            | 0      | —        |
| 2019   | EAB Racing Team           | Kawasaki Ninja ZX-6 R | 12     | —     | —       | –       | –     | —            | 10     | 19.      |
| 2020   | MPM Routz Racing Team     | Yamaha YZF-R6         | 6      | —     | —       | —       | —     | —            | 4      | 26.      |
| 2021   | EAB Racing Team           | Yamaha YZF-R6         | 9      | —     | —       | —       | —     | —            | 31     | 19.      |
| 2022   | EAB Racing Team           | Yamaha YZF-R6         | 24     | —     | 2       | —       | —     | —            | 122    | 11.      |
| 2023   | EAB Racing Team           | Yamaha YZF-R6         | 24     | —     | —       | 1       | —     | —            | 136    | 11.      |
| 2024   | Ten Kate Racing Team      | Yamaha YZF-R6         | 24     | 1     | —       | 1       | —     | —            | 165    | 8.       |
| 2025   | D34G Racing WorldSSP Team | Ducati Panigale V2    | —      | —     | —       | —       | —     | —            | —      | —        |
| Gesamt | Gesamt                    | Gesamt                | 101    | 1     | 2       | 2       | 0     | 0            | 458    |          |

### In der Supersport-300-Weltmeisterschaft
| Saison | Team                    | Motorrad      | Rennen | Siege | Zweiter | Dritter | Poles | Schn. Runden | Punkte | Ergebnis |
| ------ | ----------------------- | ------------- | ------ | ----- | ------- | ------- | ----- | ------------ | ------ | -------- |
| 2017   | Vos – TKR Racing        | Honda CBR500R | 1      | —     | 1       | —       | —     | —            | 20     | 19.      |
| 2018   | KTM Fortron Racing Team | KTM RC 390 R  | 8      | —     | 1       | —       | —     | —            | 55     | 9.       |
| 2020   | EAB Ten Kate Racing     | Yamaha YZF-R3 | 8      | —     | —       | —       | —     | 1            | 15     | 25.      |
| Gesamt | Gesamt                  | Gesamt        | 17     | 0     | 2       | 0       | 0     | 1            | 90     |          |

### In der IDM-Supersport 600
| Saison | Motorrad       | Rennen | Siege | Zweiter | Dritter | Poles | Schn. Runden | Punkte | Ergebnis |
| ------ | -------------- | ------ | ----- | ------- | ------- | ----- | ------------ | ------ | -------- |
| 2018   | Yamaha YZF-R6  | 2      | 2     | —       | —       | —     | 2            | NC     | NC       |
| 2020   | Kawasaki ZX-6R | 8      | 1     | —       | —       | —     | —            | 62     | 8.       |
| 2021   | Kawasaki ZX-6R | 2      | 2     | 1       | —       | 1     | 1            | 119    | 3.       |
| 2022   | Yamaha YZF-R6  | 4      | 2     | 2       | —       | 2     | 2            | NC     | NC       |
| Gesamt | Gesamt         | 16     | 7     | 3       | 0       | 3     | 5            | 181    |          |